# Ægtefælle
En ægtefælle er den person, som en given person har indgået ægteskab med. Betegnelsen kan bruges om såvel en mand som en kvinde. Der findes også kønsspecifikke betegnelse for ægtefæller; for mandlige ægtefællers vedkommende: (ægte)mand, husbond, gemal etc., og tilsvarende for kvindelige: kone, (ægte)hustru, frue, gemalinde etc.